# Legends (série télévisée)
Pour les articles homonymes, voir Légende (homonymie) et Legend.
Ne doit pas être confondu avec Le Bureau des légendes, Legends of Tomorrow ou Legend.
Legends est une série télévisée dramatique américaine en vingt épisodes de 42 minutes créée par Mark Bomback, Howard Gordon et Jeffrey Nachmanoff et adaptée du roman éponyme de Robert Littell, diffusée entre le 20 août 2014 et le 28 décembre 2015 sur la chaîne TNT et sur Bravo! au Canada. Elle est produite par Howard Gordon, producteur exécutif de Homeland.
En France, la série est diffusée depuis le 20 avril 2016 sur Série Club, depuis le 15 octobre 2017 sur W9 et rediffusée sur M6 depuis le 9 juillet 2018. Elle reste inédite dans les autres pays francophones.

## Synopsis
Un agent du FBI, Martin Odum, ayant un don pour les "légendes", c'est-à-dire les fausses identités, est envoyé dans une grande variété de missions. Cependant il finit par douter de sa propre identité.

## Distribution

### Acteurs principaux
- Sean Bean (VF : François-Éric Gendron) : Martin Odum

saison 1
- Morris Chestnut (VF : Namakan Koné) : Antonio « Tony » Rice (invité saison 2)
- Ali Larter (VF : Caroline Maillard) : Crystal McGuire
- Tina Majorino (VF : Adeline Chetail) : Maggie Harris
- Steve Harris : Nelson Gates
- Amber Valletta : Sonya Odum
- Mason Cook : Aiden Odum

saison 2
- Steve Kazee (VF : Jérémy Bardeau) : Curtis Ballard
- Winter Ave Zoli : Gabrielle Miskova
- Klára Issová (en) : Ilyana Crawford
- Aisling Franciosi : Kate Crawford
- Kelly Overton : Nina Brenner
- Ralph Brown : Terrence Graves
- Nikola Đuričko (en) (VF : Mathieu Buscatto) : Tamir Zakayev
- Eric Godon : Older Ivanenko
- Slavko Sobin : Aslan Mansur

## Développement

### Production
Le réalisateur est David Semel.
L'idée de la série est née fin 2011, et un pilote fut commandé par la FOX 21 pour une diffusion sur la chaîne américaine TNT, cependant initialement elle était prévue pour être diffusée sur la chaîne NBC.
À la suite des attentats du 13 novembre 2015 en France, TNT a décidé de ne pas diffuser le troisième épisode de la deuxième saison, se déroulant à Paris.
Le 15 décembre 2015, TNT met fin à la série.

### Casting
Initialement le rôle principal de Martin Odum devait être joué par Brendan Fraser, mais pour des différences créatives avec le showrunner Howard Gordon, il quitta le projet en janvier 2012. Il est remplacé fin 2012, par Sean Bean, l'un des acteurs phares de la saison 1 de la série Game of Thrones,. Il rejoindra Steve Harris, Amber Valletta et Tina Majorino déjà à la distribution.
En janvier 2013, c'est l'actrice Ali Larter qui jouera le rôle d'un agent, rejoignant ainsi la distribution, on a déjà pu la voir dans la série Heroes.
Enfin en octobre 2013, Morris Chestnut, se voit attribuer un rôle récurrent dans la série comme collègue et rival de Sean Bean,.

## Épisodes

### Première saison (2014)
1. L'Homme qui en savait trop (Pilot)
2. Roulette russe (Chemistry)
3. Le Seigneur de guerre (Lords of War)
4. Père et fille (Betrayal)
5. Paranoïa (Rogue)
6. Verax (Gauntlet)
7. Au nom de la liberté (Quicksand)
8. Iconoclaste (Iconoclast)
9. L'Envers du miroir (Wilderness of Mirrors)
10. Suspect numéro un (Identity)

### Deuxième saison (2015)
Le 4 décembre 2014, la série est renouvelée pour une deuxième saison de dix épisodes diffusée depuis le 2 novembre 2015.
1. Passé composé (The Legend of Dmitry Petrovich)
2. Jeter le voile (The Legend of Kate Crawford)
3. Faux-semblants (The Legend of Curtis Ballard)
4. Une femme exemplaire (The Legend of Ilyana Zakayeva)
5. Les Roses de la patience (The Legend of Terrence Graves)
6. À contrecœur (The Legend of Tamir Zakayev)
7. In Memoriam (The Second Legend of Dmitry Petrovich)
8. Noce de sang (The Legend of Doku Zakayev)
9. L'Homme brisé (The Legend of Gabi Miskova)
10. Alexei (The Legend of Alexei Volkov)